# Alando Tucker
Alando Forest Tucker (Lockport, Illinois, 11 de febrero de 1984) es un exjugador profesional de baloncesto estadounidense y actual entrenador que disputó 3 temporadas en la NBA y el resto de su carrera en Europa. Antes de unirse a la NBA, jugó baloncesto colegial para el equipo varonil de la Universidad de Wisconsin-Madison, del cual se convirtió en el más grande anotador de todos los tiempos con un total de 2,217 puntos.
Del 2007 a 2017, jugó baloncesto profesional, lo cual incluyó jugar para los Phoenix Suns y los Minnesota Timberwolves por tres años en la NBA. Su último equipo fue el Hapoel Eilat de la Ligat ha'al (baloncesto) en 2017, antes de retirarse.
En 2019, se convirtió en entrenador auxiliar interino para el equipo de baloncesto de su alma mater, UW-Madison, posición que mantuvo hasta abril de 2021.

## Trayectoria escolar
Tucker asistió a la escuela superior de Lockport Township en Lockport, Illinois. Ahí tuvo un promedio de 21.6 puntos y siete rebotes por juego hasta su tercer año. Fue uno de los únicos jugadores de tercer año nombrados en el equipo de la zona AA del Herald News.
En su último año, Tucker fue galardonado con el premio estatal, con un promedio de 22.2 puntos, 7.7 rebotes y 5.7 asistencias por partido. Anotó 25 puntos contra Joliet Township, el equipo número uno del estado.
Después de ver de cerca las drogas y la violencia entre pandillas durante su infancia, Tucker y su hermano mayor Antonio acordaron mantenerse limpios y lejos de sustancias como las drogas, tabaco, alcohol, y también de los tatuajes.

## Trayectoria universitaria
Tucker comenzó su carrera en el baloncesto universitario en 2002-03 siendo titular en 27 de los 32 partidos como estudiante de primer año. Promedió 12.0 puntos y 5.9 rebotes por partido, lo que ayudó a los Badgers a conseguir 24 victorias, un título de la Big Ten y un Sweet 16 en el Campeonato de la División I de Baloncesto Masculino de la NCAA durante esa temporada.
En 2003-04, Tucker sólo jugó cuatro partidos por una lesión en el pie derecho. Solicitó y recibió una dispensa médica después de la temporada, lo cual extendió su elegibilidad para jugar a nivel colegial por un año.
Durante la temporada 2004-05, Tucker fue titular en 30 de los 31 partidos. Lideró a los Badgers en anotación con 15.2 puntos. También promedió 6.1 rebotes. Al final de la temporada regular 2006-07, Tucker promedió 19.9 puntos, 5.4 rebotes y 2.0 asistencias por partido.
En la temporada 2006-07, Tucker y los Badgers consiguieron 30 victorias y obtuvieron el primer lugar de la clasificación AP en la historia de la escuela. El 10 de febrero de 2007, Tucker alcanzó la marca de 2,000 puntos en su carrera universitaria en un partido contra Iowa. Fue el segundo Wisconsin Badger en conseguirlo, después de Michael Finley.
El 10 de marzo de 2007, Tucker batió el récord de anotación de Wisconsin de todos los tiempos (2,147 puntos), que anteriormente estaba en manos de Michael Finley. Durante este tiempo, también rompió el récord de salto vertical de Finley en la UW.
La carrera universitaria de Tucker terminó el 18 de marzo de 2007 tras 5 temporadas, cuando los Badgers perdieron ante los Runnin' Rebels de UNLV por 74-68 en la segunda ronda del Torneo de la NCAA. Tucker terminó con 17 puntos en 4-11 tiros de campo y 8-13 desde la línea. También logró siete rebotes.
En su última temporada, fue nombrado Jugador del Año de la Big Ten Conference, primer equipo americano de la NCAA y recibió el premio Lowe's Senior CLASS. También estableció las marcas históricas para la escuela en ese momento en partidos jugados (134), inicios (126), minutos jugados (4,297), goles de campo (798), tiros libres (520), intentos de tiros libres (817), rebotes ofensivos (769), y puntos totales anotados (2,217).
Tucker se graduó de la Universidad de Wisconsin-Madison el 19 de mayo de 2007 con una licenciatura en Comunicación de Ciencias de la Vida.
En 2018, fue incluido en el Salón de la Fama de UW Athletic por sus logros en baloncesto.

## Trayectoria profesional

### Carrera en la NBA
Tucker fue elegido en el puesto 29 del Draft de la NBA de 2007 por Phoenix Suns, equipo con el que firmó su primer contrato como profesional a primeros de julio, por dos años y a cambio de 1.600.000 dólares.
El 29 de diciembre de 2009 fue traspasado a Minnesota Timberwolves a cambio de Jason Hart.
En noviembre de 2011 fichó por el CB Gran Canaria de la ACB española procedente del Texas Legends (elegido en el puesto 2 del Draft de la NBA D-League), aunque la temporada anterior jugó en el Lokomotiv Kuban, donde firmó 6,6 puntos y 2,1 rebotes en los 34 partidos disputados en la competición rusa y 12,3 puntos y 3,9 rebotes en los 16 compromisos de la EuroChallengue.

#### Primer cesión a los Albuquerque Thunderbirds
Tras participar en dos partidos con Phoenix, Tucker fue asignado a la filial de los Suns en la Liga de Desarrollo de la NBA, Albuquerque Thunderbirds, el 27 de noviembre de 2007. Sus actuaciones incluyen un esfuerzo de 25 puntos y 12 rebotes en una derrota por 92-84 ante Idaho el 1 de diciembre, 40 puntos (en 15 de 25 tiros, incluyendo 4 de 4 triples) en una victoria por 109-102 sobre Bakersfield el 14 de diciembre, y 32 puntos en una victoria por 100-97 sobre Anaheim el 15 de diciembre. Tucker fue retirado por los Suns el 18 de diciembre.

#### Segunda cesión a los Albuquerque Thunderbirds
El 11 de enero de 2008, fue reasignado a Albuquerque, y llamado de nuevo al equipo principal diez días después. Sus actuaciones incluyen 33 puntos y 10 rebotes en la victoria por 123-117 contra Austin el 12 de enero, 39 puntos en la victoria por 92-91 contra Rio Grande Valley el 13 de enero, 26 puntos (con 11 de 19 tiros de campo) en la derrota por 98-81 contra Colorado el 15 de enero y 29 puntos en la derrota por 104-84 contra Dakota el 19 de enero.

#### Tercera cesión a los Albuquerque Thunderbirds
Fue asignado por tercera vez el 13 de marzo de 2008. En 21 partidos totales (19 como titular), promedió 27.7 puntos, 6.0 rebotes y 1.6 asistencias. Las actuaciones de Tucker en su tercera cesión incluyen la anotación de 42 puntos en la victoria de los Thunderbirds por 116-100 sobre Los Ángeles el 16 de marzo, 38 puntos en la victoria por 119-104 sobre Tulsa el 20 de marzo, 33 puntos (incluyendo 14 en el último cuarto) en la victoria por 114-108 sobre Tulsa el 21 de marzo, 38 puntos en la derrota por 119-115 ante Rio Grande Valley el 30 de marzo y 34 puntos en la victoria por 118-112 sobre Tulsa el 5 de abril. Tucker fue llamado a los Suns el 7 de abril. Recibió una mención honorífica como Jugador de la Semana de la D-League el 17 de marzo de 2008.

#### Iowa Energy
Tucker fue asignado a la nueva filial de los Suns en la D-League, Iowa Energy, el 26 de diciembre de 2008. Fue retirado el 2 de enero de 2009, tras jugar dos partidos con los Energy. Su mejor resultado de la temporada en Iowa fue un esfuerzo de 13 puntos en una victoria por 107-101 sobre Utah el 28 de diciembre.

#### Minnesota Timberwolves
El 29 de diciembre de 2009 fue traspasado a Minnesota Timberwolves a cambio de Jason Hart. Fue renunciado por los Timberwolves el 22 de marzo de 2010.

#### Texas Legends
En noviembre de 2011, Tucker fue seleccionado por los Texas Legends con la segunda elección del Draft de la D-League de la NBA. Sin embargo, Tucker decidió jugar en España en su lugar.

#### Milwaukee Bucks
El 1 de octubre de 2012, Tucker firmó con los Milwaukee Bucks. Fue renunciado por el equipo el 27 de octubre de 2012.

### International career
En abril de 2010 firmó con el equipo profesional Gallitos de Isabela en Puerto Rico.
El 11 de agosto de 2010 firmó un contrato con el club ruso Lokomotiv Kuban de Krasnodar, Rusia, donde logró 6.6 puntos y 2.1 rebotes en 34 partidos disputados en la competición rusa, y 12.3 puntos y 3.9 rebotes en los 16 compromisos de la EuroChallengue.
En noviembre de 2011 fichó por el CB Gran Canaria de la ACB española procedente del Texas Legends (elegido en el puesto 2 del Draft de la NBA D-League).
En febrero de 2013, Tucker fichó por el BK Inter Bratislava de Eslovaquia. Ese mismo año ganó un campeonato.
En septiembre de 2013, firmó con el Lukoil Academic, donde promedió 16.6 puntos y 6.6 rebotes por partido.
El 28 de noviembre de 2014 firmó con el club francés SOMB Boulogne-sur-Mer.
El 7 de julio de 2015 firmó con el SLUC Nancy, equipo de la LNB Pro A, donde promedió 10.9 puntos en 7 partidos de la LNB antes de trasladarse a Israel.
El 11 de noviembre de 2015, Tucker firmó con el Maccabi Kiryat Gat de la Premier League israelí.
El 23 de junio de 2016, Tucker fichó por el Hapoel Tel Aviv de la Premier League israelí. Se convirtió en el primer capitán estadounidense del Hapoel en los 80 años de historia del equipo.
El 2 de agosto de 2017, Tucker firmó con el Hapoel Eilat para la temporada 2017-18. Sin embargo, el 14 de noviembre de 2017, Tucker fue liberado por el Eilat después de aparecer en seis partidos.

## Logros y premios
- Rompió el récord de Michael Finley como máximo anotador de la UW con 2,217 puntos.
- Rompió el récord de Devin Harris de más puntos en una sola temporada en la UW.
- Batió el récord de Michael Finley de salto vertical como estudiante de primer año en UW al saltar 20 centímetros.
- 2002–03 – Estableció el récord de la UW de rebotes ofensivos (86) para un estudiante de primer año
- 2002–03 – Equipo de novatos de la Conferencia Big Ten
- 2004–05 – Equipo del torneo de la Big Ten y de la región de Syracuse
- 2004–05 – Selección del tercer equipo de la Big Ten
- 2005–06 – Selección del primer equipo de la Big Ten
- 2006–07 – Selección del primer equipo de la Big Ten
- 2006–07 – Jugador del año de la Big Ten
- 2006–07 – Primer equipo All-American (National Association of Basketball Coaches)
- 2006–07 – Primer equipo All-American (The Sporting News)
- 2006–07 – Premio Senior CLASS

## Estadísticas de su carrera en la NBA

### Temporada regular
| Año     | Equipo    | PJ | PT | MPP | %TC  | %3P  | %TL  | RPP | APP | ROB | TPP | PPP |
| ------- | --------- | -- | -- | --- | ---- | ---- | ---- | --- | --- | --- | --- | --- |
| 2007–08 | Phoenix   | 6  | 0  | 8.0 | .364 | .250 | .833 | 1.3 | .0  | .0  | .2  | 3.7 |
| 2008–09 | Phoenix   | 30 | 1  | 9.4 | .430 | .348 | .788 | 1.0 | .4  | .2  | .0  | 4.6 |
| 2009–10 | Phoenix   | 11 | 0  | 6.5 | .433 | .143 | .762 | .6  | .3  | .0  | .0  | 3.9 |
| 2009–10 | Minnesota | 4  | 0  | 6.3 | .444 | .000 | .000 | .8  | .3  | .0  | .0  | 2.0 |
| Total   | Total     | 51 | 1  | 8.4 | .423 | .294 | .783 | 1.0 | .3  | .1  | .0  | 4.1 |

## Carrera como entrenador

### University of Wisconsin–Madison
Tucker fue invitado por UW—Madison a regresar a su alma mater a unirse como Director de Relaciones con los Estudiantes-Atletas en febrero de 2017, puesto en el que supervisó las políticas de salud y seguridad para los atletas y el personal. Tras dos años en este papel, el 31 de julio de 2019 fue anunciado como entrenador auxiliar interino de los Badgers para la temporada 2019-20.
En este papel, Tucker destacó por su capacidad de llevar una cercana relación con los jugadores, lo cual lo llevó a quedarse en el puesto durante toda la temporada 2020-21 gracias a su popularidad entre jugadores y aficionados.
Tras concluir la temporada 2020-21, Tucker se postuló para convertirse en entrenador auxiliar de tiempo completo, pero los directivos de Wisconsin decidieron terminar el compromiso. En los medios de comunicación locales surgieron acusaciones sobre los intentos de Tucker por asumir el puesto de entrenador jefe, pero él los descartó como rumores y negó cualquier acusación de conducta indebida.
Terminó su etapa de 2 años con un Campeonato de la Conferencia Big Ten para la temporada regular de 2019 y un récord de 39 victorias y 23 derrotas.

## Vida personal
Durante su etapa en el Hapoel de Tel Aviv, Tucker se asoció con la organización israelí sin ánimo de lucro 'Hoops for Kids International', dando charlas, clínicas de baloncesto y tutoría a niños empobrecidos en el Medio Oriente. Aún le sigue apasionando la filantropía y retribuir a la comunidad.
Actualmente reside con su mujer, Krystal, y sus dos hijos en Chicago, donde es miembro de la Junta Directiva del comité local de los Special Olympics.